# Etmano

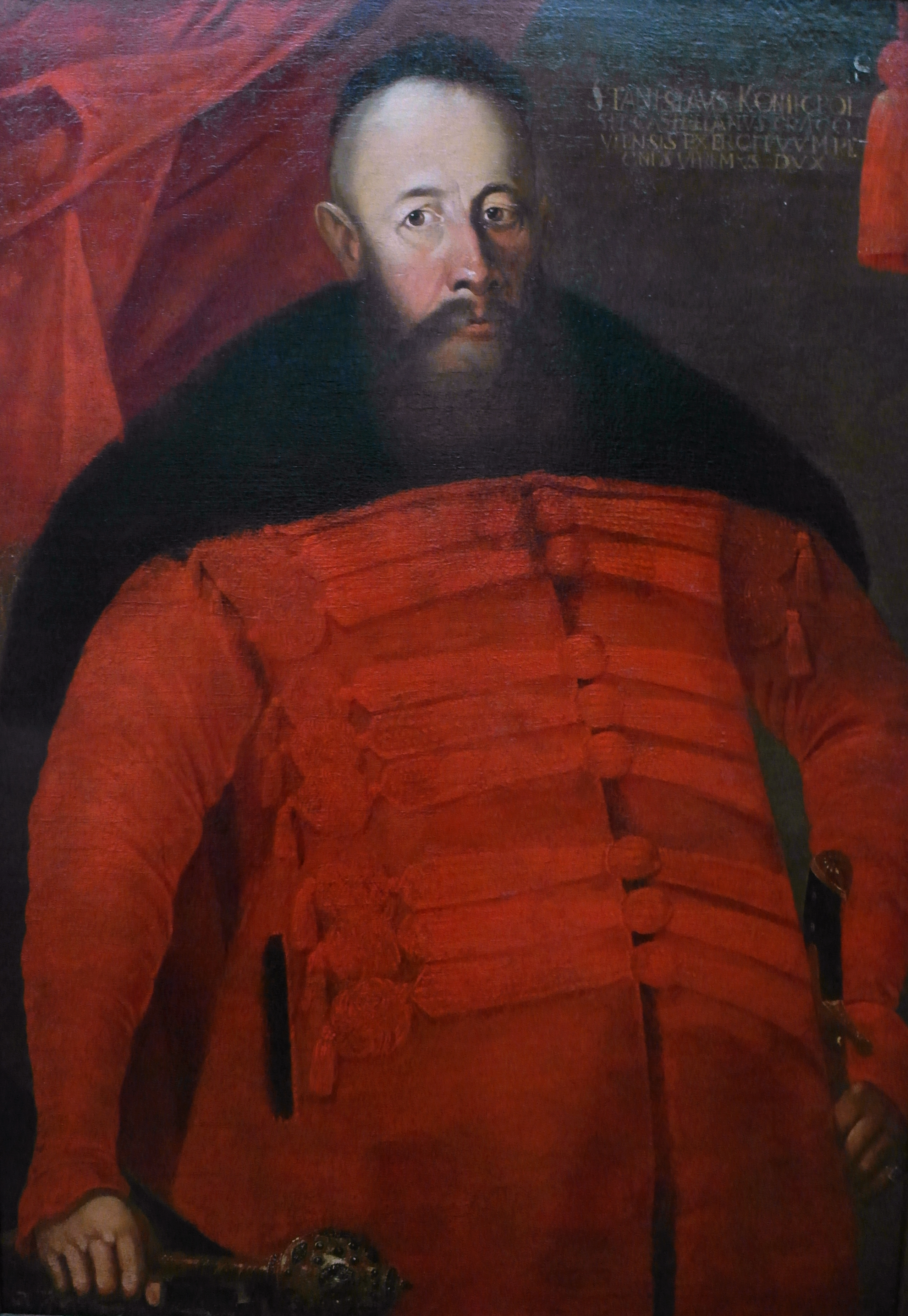
Grand hetman (polacco) Stanisław Koniecpolski della Confederazione polacco-lituana.

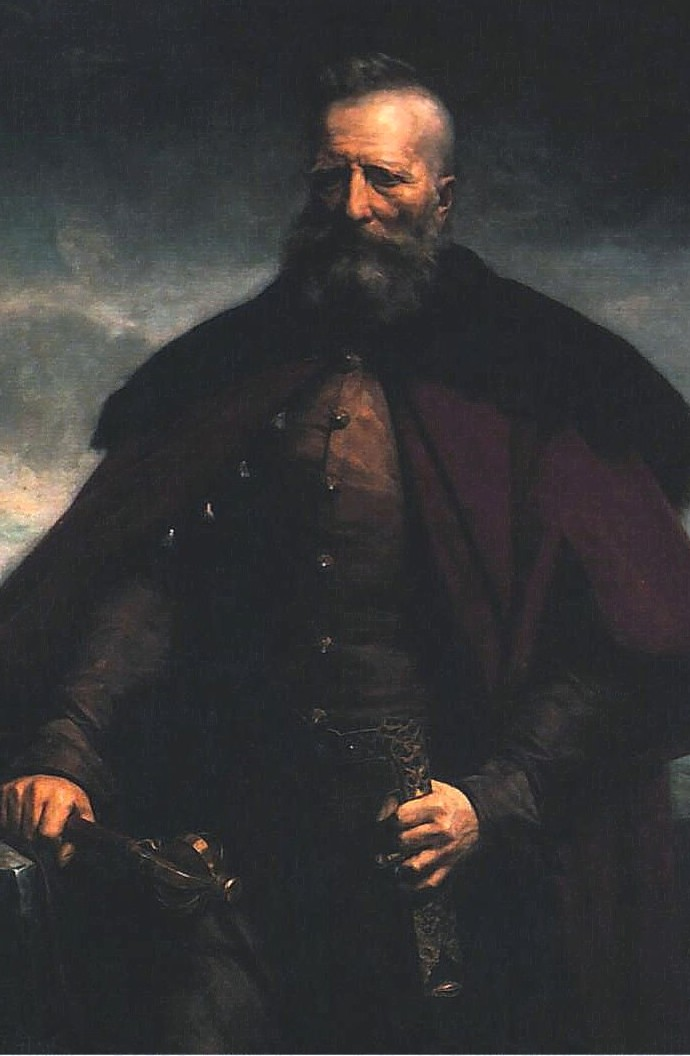
Grand hetman (lituano) Jan Karol Chodkiewicz della Confederazione polacco-lituana.

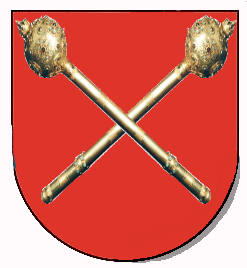
L'insegna dell'etmano, le due bulave incrociate.

Etmano è l'italianizzazione del vocabolo di lingua polacca hetman (гетьман, het'man in ucraino), titolo utilizzato dalla fine del XV secolo per indicare il grado militare più alto dell'esercito del Granducato di Lituania prima e del Regno di Polonia poi (inizio XVI secolo).
La parola etmano è strettamente collegata con il vocabolo atamano, in uso presso russi e cosacchi a partire dal Cinquecento per indicare il supremo signore, in questo caso però sia con valenza militare che politica. Nelle terre della Confederazione polacco-lituana, entità politica all'interno della quale erano confluiti il Regno di Polonia ed il Granducato di Lituania a seguito dell'Unione di Lublino del 1569, il titolo di etmano indicò invece sempre un capo militare e politico di vastissimi poteri ma secondo sempre al sovrano per autorità.
Insegna distintiva del etmano era la bulava, particolare forma di mazza d'arme sviluppata presso le popolazioni dell'Europa orientale.

## Etimologia
La capillare diffusione del vocabolo "etmano" nelle terre dell'Europa orientale venne certamente favorita dal ruolo di superpotenza europea giocato per secoli dalla Confederazione polacco-lituana. Se è però chiaro che dal polacco hetman venne derivata la forma russo-ucraina ataman (ata-hetman, "padre-capo"), più complesso risulta comprendere da dove questo vocabolo originò.
La maggioranza degli specialisti concorda nell'identificare hetman quale derivato del tardo tedesco hōd-man (letteralmente uomo-[alla] testa), oggi Hauptmann (capitano) in lingua tedesca. Si tratterebbe cioè, probabilmente, di un grado militare appreso dai polacco-lituani durante i loro contatti con i Cavalieri teutonici, forza politico-militare dominante nell'areale del Mar Baltico sino alla sconfitta, ad opera proprio dei polacco-lituani, nella battaglia di Grunwald (15 luglio 1410). Hetman presenta però anche chiare similitudini con la parola hejtman di lingua boema, vocabolo questo, con il medesimo significato di hōd-man, che potrebbe essere inteso come mediatore tra il vocabolo originale tedesco e la forma definitiva polacca.

## Storia

### Origini
Il vocabolo hejtman, chiaramente derivato dal tardo-tedesco hōd-man, venne utilizzato nel corso delle guerre hussite per indicare il comandante in capo delle forze militari dei ribelli Hussiti. Il primo hejtman di cui abbiamo menzione fu Jan Žižka che nel 1420 creò l'esercito che avrebbe difeso le tesi del sacerdote eretico Jan Hus contro le truppe dell'imperatore Sigismondo di Lussemburgo. Il progredire della guerra, che vide gli eretici confrontarsi non solo contro truppe germaniche ma anche contro cavalieri cattolici del Regno d'Ungheria e dei voivoda danubiani, costrinse Žižka ad ampliare la catena di comando dei "taboriti", ricorrendo alla creazione di due hejtman a lui sottoposti cui rimandare la gestione diretta di parte delle operazioni.
Nel corso del XVI secolo, le parole hejtman e hōd-man si diffusero in tutta l'Europa Orientale, generando vocaboli che indicarono o il comandante supremo dell'esercito inquadrato in una catena di comando statale o il supremo capo-guerra di un popolo non ancora pienamente imbrigliato nella forma mentis di uno stato civile.

### Confederazione polacco-lituana
"Grande etmano" era il titolo portato dal capo delle forze militari nella Confederazione polacco-lituana. Era d'ufficio membro del governo, assolvendo alle funzioni di ministro della difesa e comandante generale degli eserciti in tempo di guerra. Il primo Grande Hetman del Granducato di Lituania fu Constantin Ostrogski nel 1497. Il primo Grande Hetman di Polonia fu Nicolas Kamieniecki nel 1503. Il Grande Hetman era spesso coadiuvato da un "Hetman da campo" (di battaglia) che comandava per lui le truppe unicamente nel corso delle campagne, solo oppure sotto l'autorità del Grande Hetman. Tali posti scomparvero con la fine della Repubblica delle Due Nazioni.

### Cosacchi
Gli strettissimi contatti tra i cosacchi del Don ed i polacco-lituani contribuirono certamente a diffondere il vocabolo hetman presso queste popolazioni nomadi sin dal Cinquecento. Nel contesto socio-culturale primitivo dei cosacchi il vocabolo non venne però utilizzato per identificare un grado militare specifico quanto invece il comandante supremo, politico e militare, dell'orda. La parola stessa mutò aspetto: il polacco hetman ("capo") si fuse con la radice turco-mongola Ata ("padre") originando il vocabolo Atamano.
Il primo atamano dei cosacchi noto ai posteri fu Dimitri Wisniowiecki.